# Robert Folk
Robert Folk (ur. 5 marca 1949 w Nowym Jorku) – amerykański kompozytor i dyrygent filmowy i telewizyjny, który napisał wiele ścieżek dźwiękowych do filmów, a także innej muzyki orkiestrowej w stylu klasycznym.

## Życiorys
Robert Folk jest absolwentem i byłym wykładowcą Juilliard School w Nowym Jorku. Od czasu uzyskania doktoratu Folk skomponował i dyrygował muzyką do ponad 95 filmów fabularnych. Do jego licznych osiągnięć należą: Ace Ventura: Kiedy natura wzywa, Nic do stracenia, Wstrząsy (niewymieniony w czołówce), The NeverEnding Story II: Następny rozdział, Toy Soldiers, Beastmaster 2: Through the Portal of Time, Akademia policyjna, Kung Pow! Enter the Fist, Rejs statkiem, Powrót do przyszłości, American Pie: Obóz zespołu a ostatnio Van Wilder 2 i Vivaldi.
Folk współpracował z wieloma czołowymi filmowcami, w tym z: Steve’em Oedekerkiem, George’em Gallo, Danem Petriem Jr., Garym Sinise’em, Hugh Wilsonem, Jonathanem Betuelem, Donem Bluthem, Jonem Davisonem, Garym Goldmanem, Steve’em Rashem, Davidem Permutem, Andym Hurstem, Gene’em Quintano, Rogerem Birnbaumem, Ronem Underwoodem, Markiem Burgem, Thomem Mountem, Paulem Maslanskym, Michaelem Caleo, George’em Millerem, Fredem Zollo, Martym Bregmanem, Gale Anne Hurd, Marco Weber, Ringo Lam, Jamesem Robinsonem, Richardem Williamsem, Jakiem Ebertsem i Garym Barberem.
Folk skomponował i dyrygował także licznymi utworami koncertowymi, w tym utworami symfonicznymi, wokalnymi i kameralnymi. Jego balet „To Dream Of Roses”, skomponowany na Światowe Targi w Osace, został nagrany przez London Symphony Orchestra. Folk jest członkiem Akademii Sztuki i Nauki Filmowej oraz Amerykańskiego Stowarzyszenia Kompozytorów, Autorów i Wydawców.
Jest autorem tekstów i producentem, dyrygował wieloma wybitnymi międzynarodowymi orkiestrami, w tym: Londyńską Orkiestrą Symfoniczną, Królewską Orkiestrą Filharmoniczną, Berlińską Orkiestrą Radiową, Monachijską Orkiestrą Symfoniczną, Dublińską Orkiestrą Symfoniczną, Moskiewską Orkiestrą Symfoniczną i London Sinfonia.

## Filmografia
- Dzikie żniwa
- Zabójca (1982)
- Akademia Policyjna (1984)
- Purpurowe serca (1984)
- Wieczór kawalerski (1984)
- Akademia policyjna 2: Ich pierwsze zadanie (1985)
- Aleja grzmotów (1985)
- Dziwne prace (1986)
- Akademia policyjna 3: Powrót do szkolenia (1986)
- Szkoła stewardess (1986)
- Akademia policyjna 4: Obywatele na patrolu (1987)
- Nie możesz kupić mi miłości (1987)
- Akademia policyjna 5: Przydział w Miami Beach (1988)
- Mile od domu (1988)
- Zła macocha (1989)
- Akademia policyjna 6: Oblężenie miasta (1989)
- Szczęśliwi razem (1989)
- Akademia miesiąca miodowego (1989) (wideo)
- Wstrząsy (1990) (niewymieniony w czołówce)
- Niekończąca się historia II: Następny rozdział (1990)
- Marzyć o różach (1990)
- Zabawkowcy (1991)
- Władca Bestii 2: Przez portal czasu (1991)
- Klimat do zabijania (1991)
- Rock-a-Doodle (1991)
- Smok i kapcie (1991) (film telewizyjny)
- Załadowana broń 1 (1993)
- Księżniczka i szewc (1993)
- Akademia Policyjna: Misja do Moskwy (1994)
- Teraz w armii (1994)
- Troll w Central Parku (1994)
- Uwięzieni w raju (1994)
- Ace Ventura: Kiedy natura wzywa (1995)
- Teodor Rex (1995)
- Kosiarz 2: Poza cyberprzestrzenią (1996)
- Maksymalne ryzyko (1996)
- Zasada trzech (1996)
- Telefon z łupem (1997)
- Nie ma nic do stracenia (1997)
- Major League: Powrót do nieletnich (1998)
- Księga dżungli: historia Mowgliego (1998) (wideo)
- Nie żyjesz... (1999)
- Trzymany (1999)
- Wojny na kciuki (1999)
- Wszyscy ludzie królowej (2001)
- Kung Pow! Wejdź w pięść (2002)
- Rejs statkiem (2002)
- W cieniu kobry (2004)
- El Sol de los Venados (2004)
- Dawno temu (2005)
- American Pie Presents: Obóz zespołu (2005) (wideo)
- Van Wilder: Narodziny Taja (2006)
- Wielka przerwa Beethovena (2008) (wideo)
- Podziemie (2010)
- Biały słoń (2010)
- Srebrny sznur (2011)
- Vivaldi (2011)
- Upał Hawany (2011)
- Tam są smoki (2011)
- Sekretna wioska (2013)
- Dzieciak (2015)
- Ciche życie (2016)
- Pewnego razu w Vegas (2023)[3]

### Telewizja
- Węzły lądowania (2 odcinki, 1982–1983)
- Hart do Harta (4 odcinki, 1982–1983)
- Falcon Crest (2 odcinki, 1983–1984)
- Faerie Tale Theatre (3 odcinki, 1984–1987)
- Wysokie opowieści i legendy (1 odcinek, 1985)
- Książę Bel Air (1986)
- Cudowny świat kolorów Walta Disneya (1 odcinek, 1986)
- Nowa strefa mroku (2 odcinki, 1986)
- Akademia bojowa (1986)
- Pokój na piętrze (1987)
- Dni chwały (1988)
- Jesse Hawkes (1 odcinek, 1989)
- Mario i tłum (1992)
- Nocny Łowca (1993)
- Przysiągł zemstę (1993)
- Dwóch ojców: Sprawiedliwość dla niewinnych (1994)
- Stan wyjątkowy (1994)
- Poszukiwanie i ratunek (1994)
- Spotkanie rodzinne: względny koszmar (1995)
- Zjazd rodzinny z okazji Święta Dziękczynienia w Narodowym Lampoon (2003)[3]

## Nagrody i nominacje
- 1996 – Nagrody ASCAP za muzykę filmową i telewizyjną – 1 miejsce za film „Ace Ventura: Kiedy natura wzywa”[4].